# Tà Xùa
Tà Xùa là một xã thuộc huyện Bắc Yên, tỉnh Sơn La, Việt Nam.
Xã Tà Xùa có diện tích 44,97 km², dân số năm 1999 là 2.104 người, mật độ dân số đạt 47 người/km².

## Địa Lý
Tà Xùa là một xã của huyện Bắc Yên, nằm phía Đông Bắc của huyện Bắc Yên;
- Phía bắc giáp xã Háng Đồng;
- Phía Tây giáp xã Làng Chếu, xã Xím Vàng;
- Phía Nam giáp xã Phiêng Ban;
- Phía Đông giáp xã Suối Tọ, Phù Yên, Sơn La

Nằm cách trung tâm huyện Bắc Yên 14,5 km, được coi là cầu nối giữa thị trấn Bắc Yên với các xã vùng cao.